# Чайківський Йосип
Йосип Чайківський (3 (15) листопада 1875 — 23 квітня 1938) — український галицький педагог і культурно-освітній діяч, учитель і довголітній директор Коломийської жіночої семінарії.

## Життєпис
Йосиф Чайківський народився в селі Тучапи Яворівського повіту, Королівство Галичини та Володимирії (до 2020 року Городоцький район, Львівська область). Був сином директора школи Олексія Чайковського і Емілії з Полошиновичів. Після закінчення гімназії студіював історію на філософському факультеті у Львові, Відні та Кракові. Належав до учнів професора Михайла Грушевського. Під час університетських студій кілька років був головою Академічної громади.
У 1907 році одержав посаду викладача історії в Коломиї. Одночасно організовує та стає директором Коломийської жіночої семінарії. Директором цього освітнього закладу був до 1926 року.
Все своє життя займався громадською активністю, зокрема культурно-освітницькою. Довгі роки був у Коломиї членом філії товариства «Просвіта»; головою Драматичного товариства імені Тобілевича. Чайківський був організатором і довголітнім управителем учительської семінарії «Рідна Школа» в Коломиї (з 1908 по 1926 роки).
Помер та похований у Коломиї на цвинтарі Монастирок.
Так писав один з учнів Коломийської гімназії про Йосипа Чайківського:
|                                                 | Професор Чайковський належав до найкращих професорів Української гімназії в Коломиї, де ходив я до вищих кляс у роках 1908-11. Він учив нас історії - всесвітньої і рідного краю. Учив дуже приступно й річево. Нав'язував раз-у-раз до сучасности. Якраз у цьому громадському та патріотичному вихованні була його педагогічна вартість. Ми відчували, що маємо перед собою не тільки професора-знавця предмета, але й українського громадянина-патріота, що раз-у-раз звертає увагу на події дня, оцінює їх та повчає як треба до них ставитись. На ті часи, що про них мова, це, сказав би, виїмок [виняток] серед педагогів. |
| — Євген Яворівський (учень Йосипа Чайківського) | |

## Творча спадщина
Йосип Чайківський є автором популярної трьохтомної «Всесвітньої історії», що вийшла в Коломиї та Берліні під видавництвом Якова Оренштайна. Написав також кілька п'єс під псевдонімом Ярославенко. Ці п'єси мали успіх на шкільних та аматорських сценах.